# Astochia ceylonicus
Astochia ceylonicus är en tvåvingeart som först beskrevs av Ricardo 1919.  Astochia ceylonicus ingår i släktet Astochia och familjen rovflugor.
Artens utbredningsområde är Sri Lanka. Inga underarter finns listade i Catalogue of Life.